# سوریتیمو
سوریتیمو (انگلیسی: Sortimo) شرکت قطعات خودرو آلمانی است، که در سال ۱۹۷۳ تأسیس شد.